# Mein Freund Harvey
Mein Freund Harvey (im engl. Original Harvey) ist eine Komödie in drei Akten von Mary Chase, die am 1. November 1944 im 48th Street Theatre in New York mit Frank Fay in der Rolle des Elwood uraufgeführt wurde. Das Schauspiel, das die Autorin zunächst unter dem Titel The White Rabbit. A Comedy in Three Acts, Five Scenes (1943) veröffentlicht hatte, war sehr erfolgreich: Es lief etwas mehr als fünf Jahre am Broadway und erreichte 1775 Aufführungen. Das Stück wurde 1945 mit dem Pulitzer-Preis ausgezeichnet.
In Deutschland wurde das Stück erstmals im April 1950 im Renaissance-Theater in Berlin auf die Bühne gebracht; die deutsche Übertragung stammt von Alfred Polgar.
Besondere Berühmtheit erlangte das Stück durch Henry Kosters Verfilmung von 1950 mit James Stewart in der Hauptrolle. Es folgten weitere Verfilmungen der literarischen Vorlage, von denen mehrere in Deutschland entstanden. So übernahm etwa Heinz Rühmann die Hauptrolle in einer Fassung von 1970. Mein Freund Harvey ist auch Gegenstand des gleichnamigen Songs der deutschen Band Rodgau Monotones aus dem Jahr 1985.

## Handlung
Als der liebenswert-schrullige Elwood P. Dowd auf einer Party seinen Freund Harvey vorstellt, einen Puka in Gestalt eines ungefähr zwei Meter großen, weißen, unsichtbaren Hasen, beschließt seine Schwester Veta, ihn in ein Sanatorium einweisen zu lassen, um die Familie vor weiteren Peinlichkeiten zu bewahren. Sie wird jedoch versehentlich selbst eingewiesen. Nachdem dieser Irrtum aufgeklärt worden ist, macht man sich auf die Suche nach Elwood und seinem unsichtbaren Freund. Elwood taucht im Sanatorium auf, um nach Harvey zu suchen, und schafft es, auf einige Ärzte Eindruck zu machen. Erst kurz vor der Injektion, die ihn wieder „normal“ machen soll, akzeptiert Veta den unsichtbaren Freund ihres Bruders.

## Verfilmungen
- USA 1950 Mein Freund Harvey (104 min); Regie: Henry Koster
- BRD 1959 (WDR Fernsehen, Schwarzweiß, 105 min); Regie: Imo Moszkowicz
 Darsteller: Günther Lüders (Elwood P. Dowd), Erika von Thellmann (seine Schwester Veta Louise Simmons), Dorit Fischer (deren Tochter Myrtle Mae Simmons), Friedrich Schoenfelder (Dr. Chumley, Leiter der Heilanstalt), Martina Ott (Mrs. Chumley, dessen Gattin), Albrecht Rueprecht (Dr. Sanderson, Arzt in der Heilanstalt), Anke Tegtmayr (Miss Kelley, Krankenschwester daselbst), Hans Schwarz Jr. (Marvin Wilson, Pfleger in der Heilanstalt), Karl Georg Saebisch (Richter Omar Gaffney, Rechtsbeistand von Veta Louise)
- BRD 1967 (WDR Fernsehen, Schwarzweiß, 95 min); Regie: Rolf von Sydow
 Darsteller: Ernst Stankovski (Elwood), Alice Treff (Veta Louise), Heidi Treutler (Myrtle Mae), Erwin Linder (Dr. Chumley), Brigitte Drummer (Mrs. Chumley), Walter Wilz (Dr. Sanderson), Brigitte Grothum (Miss Kelley), Georg Hartmann (Wilson), Karl Georg Saebisch (Gaffney)
- BRD 1970 (Film- und Fernsehproduktion Georg Richter, 95 min); Regie und Drehbuch: Kurt Wilhelm
 Darsteller: Heinz Rühmann (Elwood), Susi Nicoletti (Veta Louise), Barbara Schöne (Myrtle Mae), Charles Regnier (Dr. Chumley), Adelheid Seeck (Mrs. Chumley), Herbert Bötticher (Dr. Sanderson), Gerlinde Locker (Miss Kelley), Klaus Knuth (Wilson), Kurt Horwitz (Gaffney), Agnes Windeck (Mrs. Chauvenet)
- USA 1972 (Hallmark Hall of Fame Productions); Regie: Fielder Cook, Drehbuch: Mary Chase und Jacqueline Babbin
 Darsteller: James Stewart (Elwood P. Dowd), Helen Hayes (Veta Louise), Marian Haily (Myrtle Mae), John McGiver (Dr. Chumley), Arlene Francis (Mrs. Chumley), Richard Mulligan (Dr. Sanderson), Madeline Kahn (Miss Kelley), Jesse White (Wilson), Mertin Gabel (Gaffney), Dorothy Blackburn (Mrs. Chauvenet)
- BRD 1985 (Sender Freies Berlin, 123 min); Regie: Wolfgang Spier
 Darsteller: Harald Juhnke (Elwood), Elisabeth Wiedemann (Veta Louise), Ute Willing (Myrtle Mae), Peter Schiff (Dr. Chumley), Corinna Genest (Mrs. Chumley), Ilja Richter (Dr. Sanderson), Christine Schild (Miss Kelley), Harald Dietl (Wilson), Hans Hessling (Gaffney), Helga Kruck (Mrs. Chauvenet)
- USA 1998 (Don Gregory Productions, 120 min); Regie: George Schaefer, Drehbuch: Joseph Dougherty
 Darsteller: Harry Anderson (Elwood), Swoosie Kurtz (Veta Louise), Lisa Akey (Myrtle Mae), Leslie Nielsen (Dr. Chumley), Lynda Boyd (Mrs. Chumley), Robert Wisden (Dr. Sanderson), Jessica Hecht (Miss Kelley), Jim O‘Heir (Wilson), William Schallert (Gaffney), Sheila Moore (Mrs. Chauvenet)